# Le Perréon
Le Perréon ist eine französische Gemeinde mit 1.496 Einwohnern (Stand: 1. Januar 2022) im Département Rhône in der Region Auvergne-Rhône-Alpes. Die Gemeinde gehört zum Arrondissement Villefranche-sur-Saône und zum Kanton Gleizé.

## Geographie
Le Perréon liegt rund zwölf Kilometer nordwestlich von Villefranche-sur-Saône im Weinbaugebiet Beaujolais. Das Gemeindegebiet wird vom Flüsschen Vauxonne durchquert. Umgeben wird Le Perréon von den Nachbargemeinden Marchampt im Norden, Quincié-en-Beaujolais im Norden und Nordosten, Saint-Étienne-la-Varenne im Osten und Nordosten, Saint-Étienne-des-Oullières im Osten, Salles-Arbuissonnas-en-Beaujolais im Südosten, Vaux-en-Beaujolais im Süden sowie Claveisolles im Westen.

## Weblinks

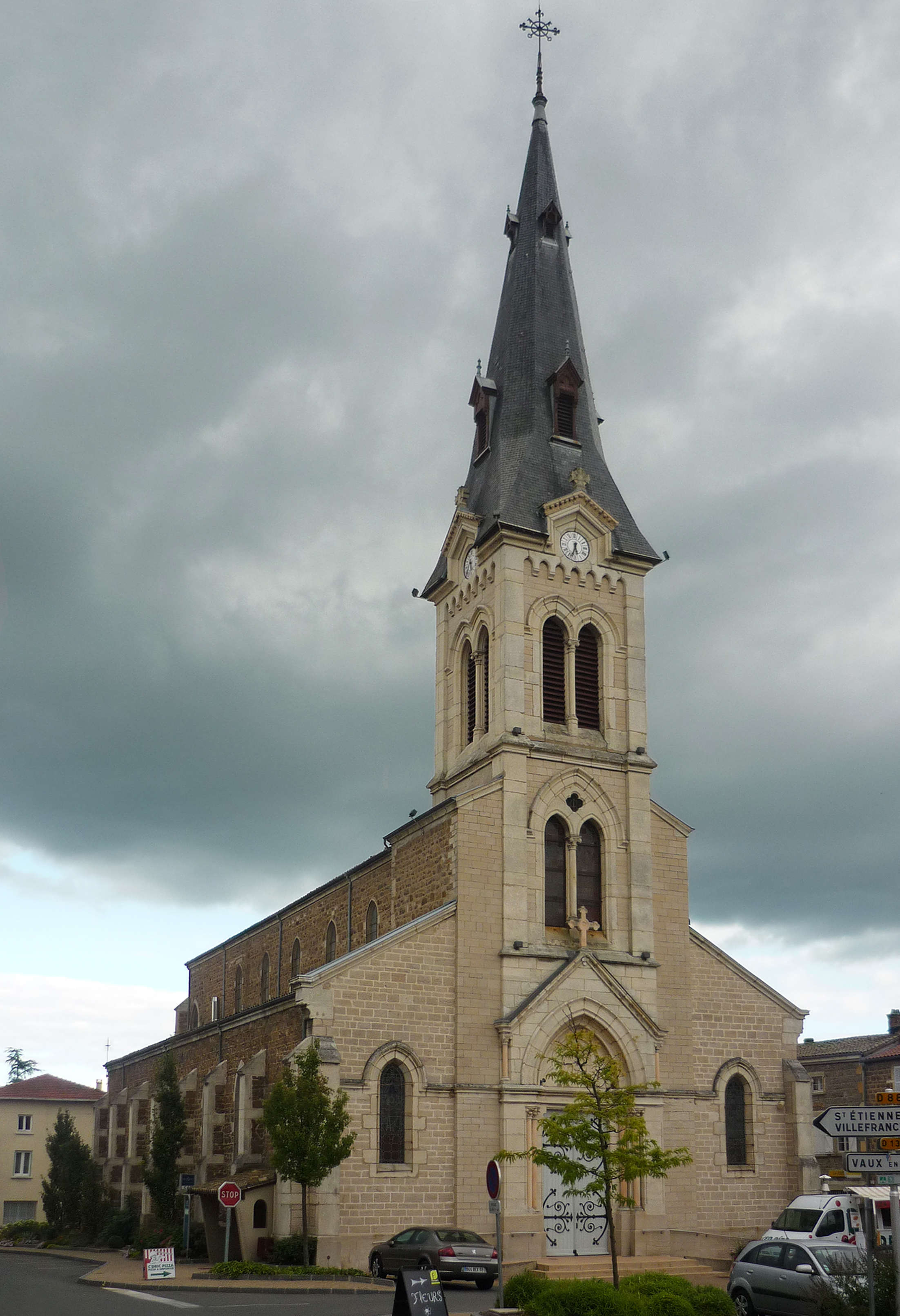
Kirche von Le Perréon

## Bevölkerungsentwicklung
| Jahr                       | 1962 | 1968 | 1975 | 1982 | 1990 | 1999 | 2006 | 2013 |
| Einwohner                  | 759  | 785  | 815  | 831  | 901  | 1020 | 1352 | 1475 |
| Quellen: Cassini und INSEE |      |      |      |      |      |      |      |      |

## Sehenswürdigkeiten
- Kirche von Le Perréon